# Oleandropsis ferrea
Oleandropsis ferrea là một loài thực vật có mạch trong họ Polypodiaceae. Loài này được (Brause) Copel. miêu tả khoa học đầu tiên năm 1942.